# William Wilson
William Wilson (13 de novembro de 1844, Londres, Inglaterra – 1 de junho de 1912 em Glasgow, Escócia) foi um jornalista, instrutor e técnico de natação, e contribuidor de técnicas científicas de nado competitivo. Em 1883, Wilson publicou "The Swimming Instructor," um dos primeiros livros de natação a definir conceitos modernos de eficiência, treinamento e segurança aquática.